# 瑪麗亞·德米崔彥科
瑪麗亞·德米崔彥科（羅馬化：Mariya Dmitriyenko；1988年3月24日—）；哈萨克斯坦射击运动员。她参加了2016年夏季奥运会的女子不定向飛靶项目。
2012年3月，她在科威特埃米尔国际射击大奖赛中获勝。在颁奖典礼播放國歌環節時，2006年电影《波拉特》中的戲仿歌曲被當成哈萨克国歌误奏。哈薩克代表团對此提出嚴肅抗議，颁奖典礼因此重新举行。这起事件是因為主辦單位于从互联网上下载了错误的歌曲所致。